# Pietro Branchina
(Lorenzo Perosi)
Pietro Branchina (Adrano, 27 maggio 1876 – Adrano, 11 febbraio 1953) è stato un compositore italiano.

## Biografia
Figlio di due contadini, Nicolò e Grazia Di Fazio, dimostrò da bambino inclinazione verso la musica, che imparò da autodidatta fino ad essere capace a circa 11 anni di accompagnare all'organo i riti liturgici nelle chiese della città natale. 
Primo suo maestro di musica fu il concittadino Vincenzo Cacia. L'allora parroco, don Salvatore Petronio Russo, lo fece entrare presso il seminario arcivescovile di Catania a spese della curia cittadina. Studiò filosofia e teologia, ma proseguì gli studi musicali (armonia) con il maestro Filippo Tarallo già compositore e organista del duomo di Catania.
Nel 1896 fu nominato direttore musicale di cappella del seminario, e formò una schola cantorum che annoverava circa 50 voci. 
Nel 1903 a Narni ricevette l'ordinazione sacerdotale.
In occasione della messa per i funerali di papa Leone XIII (morto nel 1903), furono eseguiti nella Cattedrale di Sant'Agata, a Catania, alcuni inni di sua composizione. Il cardinale arcivescovo Giuseppe Francica-Nava de Bondifè lo inviò a proprie spese a Roma per seguire i corsi di studio all'Accademia di Santa Cecilia, dove nel 1904 conseguì il diploma di magistero in canto gregoriano. Suoi maestri furono Riccardo Storti, il barone Rodolfo Kanzler (figlio del gen. Hermann di Pio IX), Bolzi. Divenne amico inoltre di Lorenzo Perosi. 
Si trasferì quindi a Padova, dove studiò presso l'Istituto musicale sotto la guida di Luigi Bottazzo, conseguendo i diplomi di armonia, contrappunto, composizione ed organo.
Nel 1905 due sue composizioni furono pubblicate dalla rivista statunitense Santa Cecilia e nel 1907 partecipò al "Referendum dei 30 maestri" dell'"Associazione italiana di Santa Cecilia", per la riforma musicale della musica sacra e liturgica varata con decreto da Pio X del 22 novembre 1903. 
Nello stesso anno torna in Sicilia ed è nominato direttore musicale della cappella di San Giovanni Battista a Ragusa.

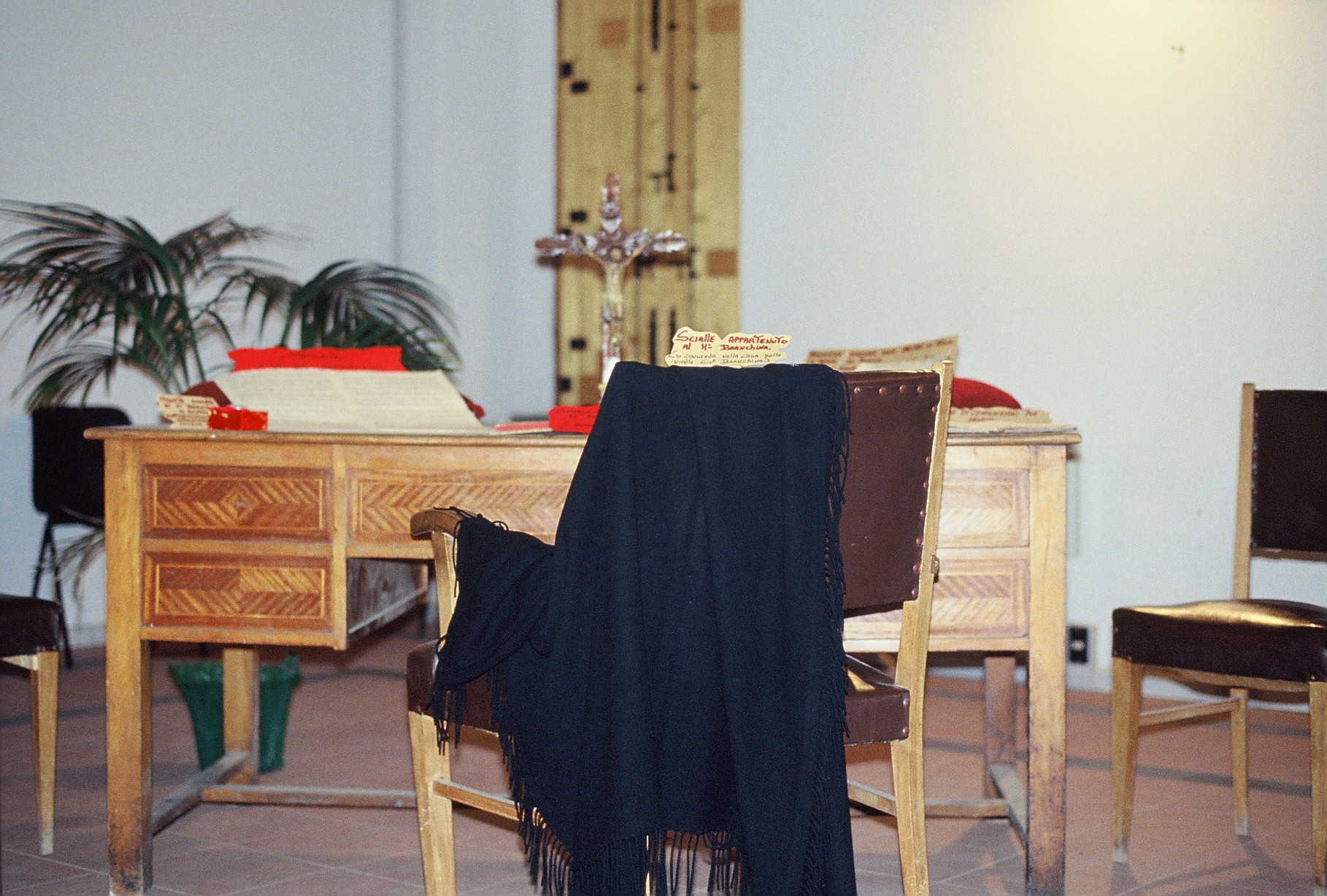
La scrivania e il crocifisso di Padre Branchina

Nel 1910 è l'organista principale del duomo di Siracusa; dal 14 al 16 agosto presiede a Palermo la Prima Adunanza Regionale Sicula.
Fu eletto vice presidente della Commissione diocesana per la musica sacra e quindi venne nominato presidente dell'Associazione siciliana per la musica sacra.
Il 4 febbraio 1920 fu eletto prevosto-parroco della chiesa matrice collegiata di Adrano.
Dal 1937 al 1945 ebbe l'incarico di direttore dell'Istituto San Michele di Acireale e poi di padre spirituale nello stesso istituto della Congregazione dell'oratorio dei padri filippini.
Collaborò ai periodici Musica Sacra di Milano - retta e fondata da i più ferventi promotori della riforma liturgico-musicale, Guerrino Amelli e Jacopo Tomadini -, Santa Cecilia di Torino, Bollettino ecclesiastico di Catania, e pubblicò diversi articoli storici, dottrinali e polemici sulla musica sacra, soprattutto in rapporto alla necessità della riforma desiderata dal motu-proprio di papa Pio X. Pubblicò inoltre una biografia di Luigi Bottazzo per la casa editrice milanese A. Bertarelli.
Morì ad Adrano l'11 febbraio del 1953 ed in occasione dei solenni funerali nella Chiesa madre, la Schola cantorum da lui fondata a Catania eseguì molti suoi brani e la sua Missa Pro Defunctis.

## Composizioni
Pietro Branchina ha composto più di 400 opere pubblicate da diverse case editrici musicali italiane (Milano, Bergamo, Bari, Catania) e straniere (Olanda, Spagna, Stati Uniti, Argentina, Brasile). Tra esse ne ricordiamo solo alcune:
- Missa quotiesqumque in honorem divae Agatae a tre voci pari ed organo composta a Ragusa nel 1910 e pubblicata da Fischer & B.
- Missa pro defunctis op. 38 per coro a 2 voci uguali ed organo eseguita in occasione del suo funerale.
- Missa sanctae Luciae op.56 per coro a 2 voci uguali ed organo
- Lode in onore del Sacro Volto, inno ispirato ad un quadro rinascimentale raffigurante il volto di Cristo impresso nel telo della Veronica che si trova in Adrano
- Missa in honorem Regina Pacis op.62 per coro ad una voce media ed organo, composta nel 1913.
- Stabat Mater op. 109 per coro a due voci miste ed organo, composto nel 1938.
- Capriccio per organo op.168 dedicato ad Alessandro Gasperini, titolare dal 1932 al 1982 del monumentale organo Tamburini della cattedrale di Messina.
- Le sette parole di Gesù Cristo in croce” su versi di Pietro Metastasio, op.190, del 1943 che è l'opera più eseguita del compositore a cura della Corale Polifonica Pietro Branchina di Adrano.
- Inno Io ti chiedo il pan degli angeli
- Inno tessuto dedicato a San Nicolò Politi, patrono di Adrano ed eseguito dalla Corale Polifonica "Pietro Branchina" il 3 agosto in occasione delle feste patronali.